# ホテル・スプレンディッド
『ホテル・スプレンディッド』（原題：Hotel Splendide）は、2000年制作のイギリスのコメディ映画。
孤島にひっそりと立ち、完璧な規律に守られたホテルを舞台にした奇妙な群像劇を描く。

## あらすじ
孤島にひっそりと立つホテル・スプレンディッドは、亡き先代経営者が編み出した完璧な規律に守られた世間とは隔絶した世界である。そこを訪れる客もまたその規律を守り、調和が保たれていた。
そんなある日、ホテル・スプレンディッドに1人の女性がやってきた。その女性キャスはかつてこのホテルで副シェフとして働いていたが、料理長のロナルドと愛し合ったため、先代の策略で仲を引き裂かれ、ホテルを去っていた。
そのキャスが再びホテル・スプレンディッドに現れたことで、長い間守られてきた調和にひずみが生じ始める。

## キャスト
- キャス：トニ・コレット（吹替：日野由利加）
- ロナルド：ダニエル・クレイグ（吹替：大川透）
- デズモンド：スティーヴン・トンプキンソン（吹替：長嶝高士）
- コーラ：カトリン・カートリッジ（吹替：紗ゆり）
- スタンリー：ヒュー・オコナー（吹替：浪川大輔）
- モートン：ピーター・ヴォーン（吹替：峰恵研）
- ローナ：ヘレン・マックロリー（吹替：林佳代子）
- ジョーグ・スタッドラー（吹替：乃村健次）
- 給仕係：トビー・ジョーンズ